# Дисекція шиї
Дисе́кція ши́ї — це хірургічна операція, при якій видаляються лімфатичні вузли (л/в), що розташовані в лімфатичних колекторах шиї та уражені метастазами злоякісної пухлини, зокрема при різних типах раку щитоподбної залози або злоякісних новоутвореннях голови та шиї.

## Класифікація

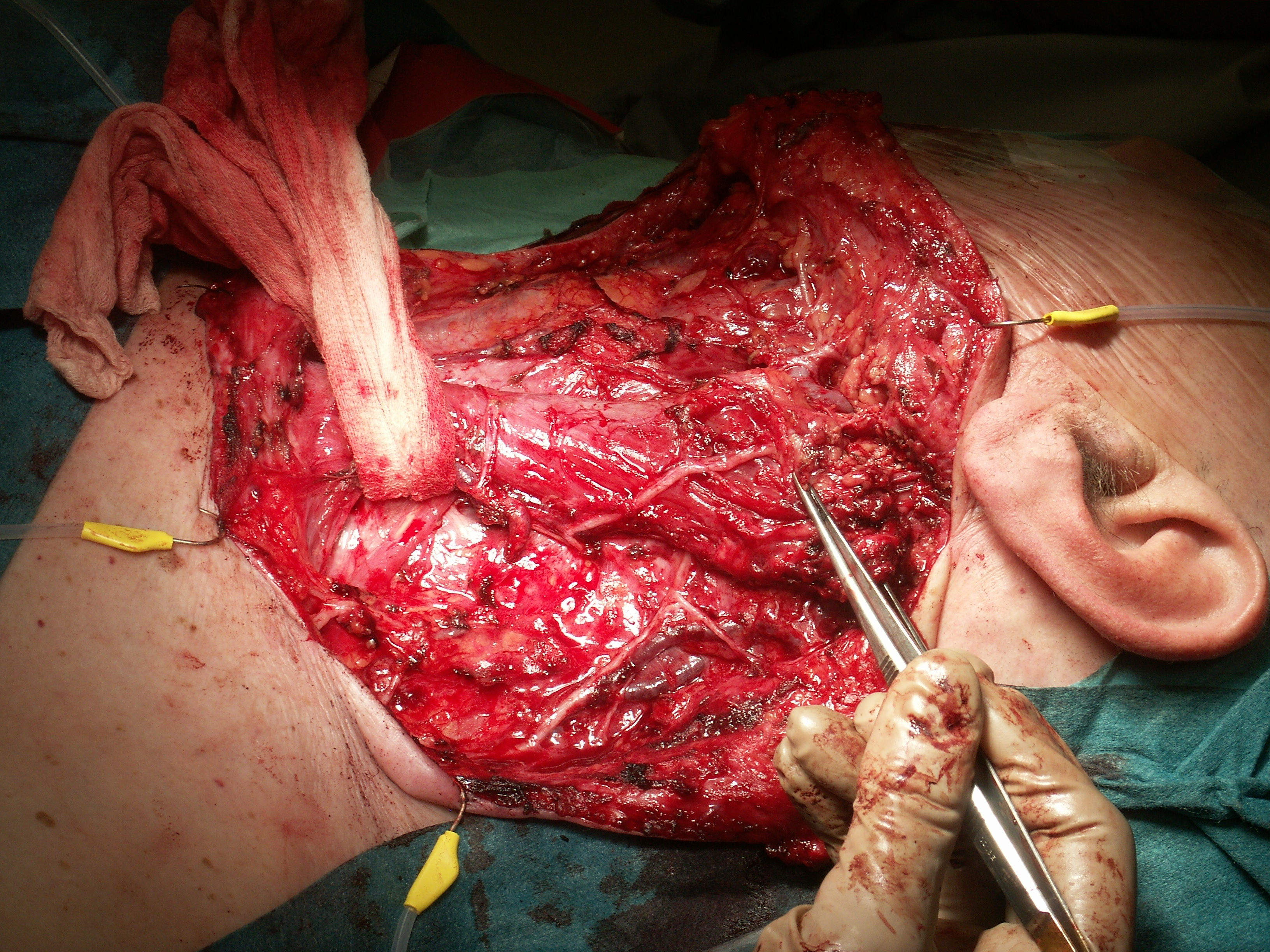
Дисекція шиї. Латеральні колектори, на тримальці Грудинно-ключично-сосцеподібний м'яз.

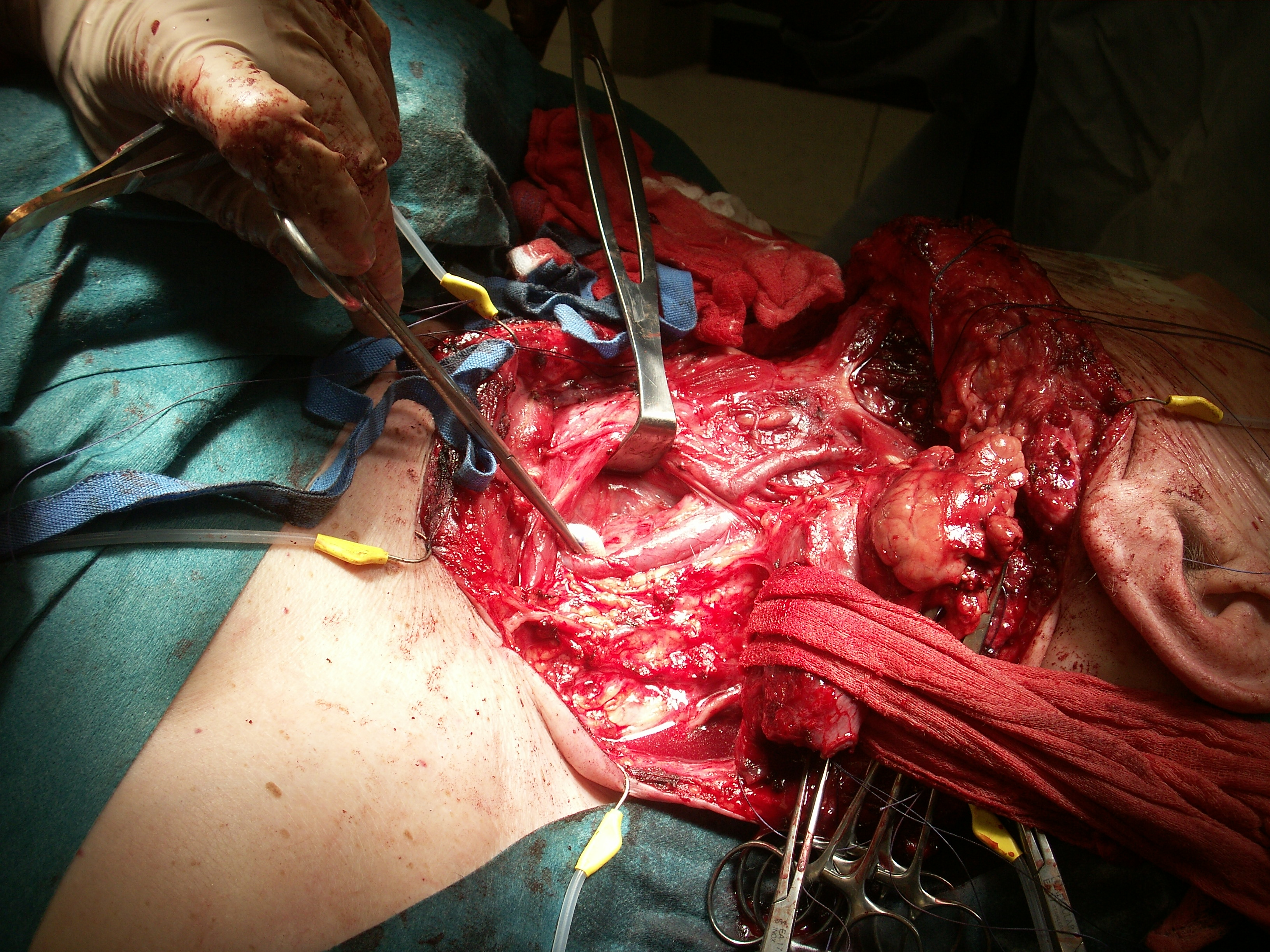
Дисекція шиї (продовження).

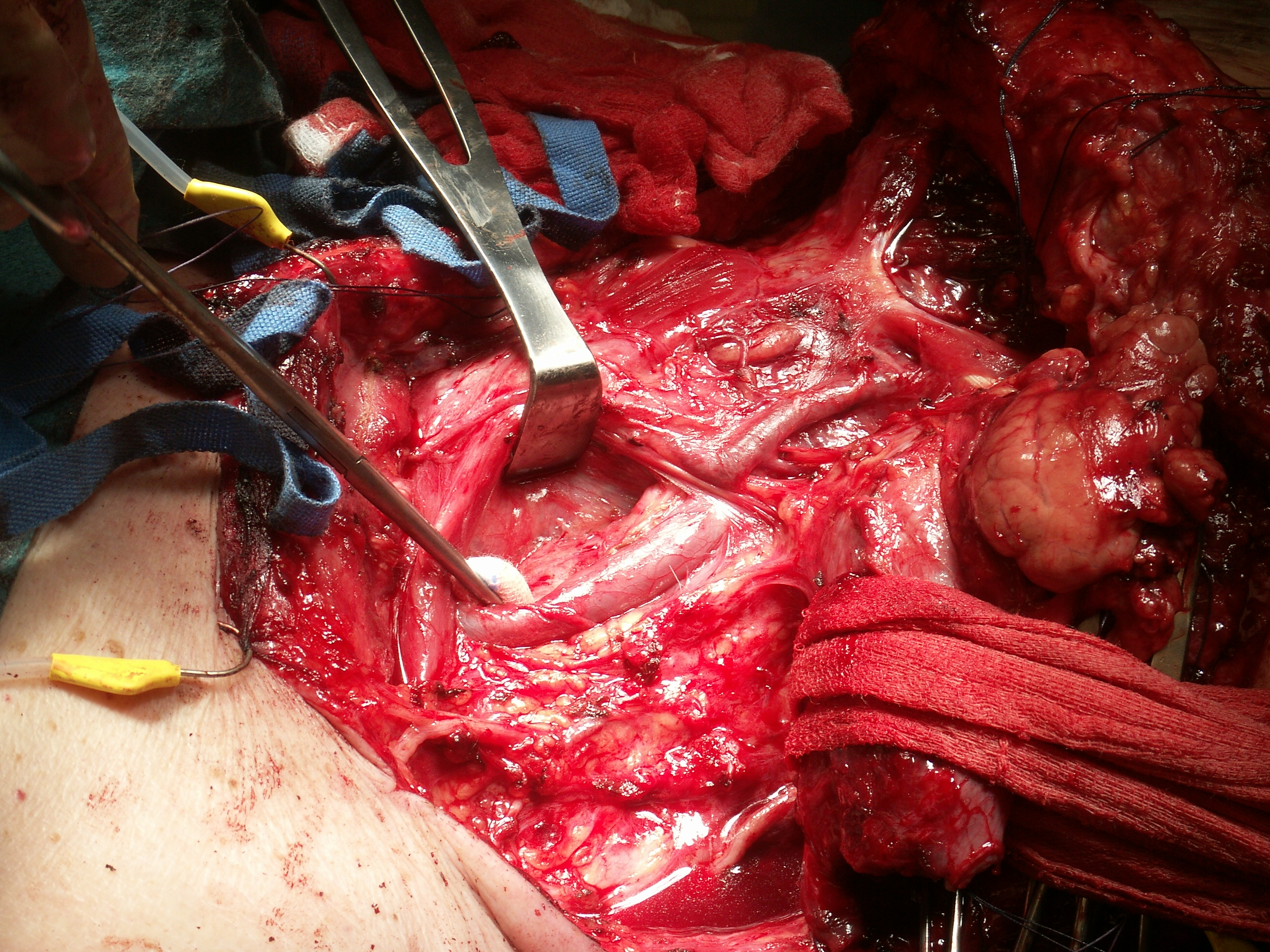
Дисекція шиї (продовження).

### Радикальна дисекція шиї
див. Операція Крайля

### Модифікована дисекція шиї
При модифікованій дисекції шиї видаляються ті ж групи л/в, що і при радикальній, проте зберігається принаймні одна не лімфатична структура

### Селективна дисекція шиї
При цьому виді дисекції виконується вибіркове видалення шийних л/в в тій самій зоні, що і при радикальній.

### Розширена дисекція шиї
При розширеній дисекції шиї виконується той самий об'єм, що і при радикальній, проте також видаляються окремо або разом: 1 (або більше) додаткових груп л/в або не лімфатичні структури, що не включені до радикальної дисекції шиї.